# Przełęcz Makowska
Przełęcz Makowska (czes. Makovský průsmyk, słow. Makovský priesmyk; 801 m n.p.m.) - przełęcz w Zewnętrznych Karpatach Zachodnich, stanowiąca umowną granicę między Górami Hostyńsko-Wsetyńskimi na północy (według słowackiego podziału jest to Turzovská vrchovina) a pasmem Jaworników na południu. Lokalnie miejsce znane jest pod nazwą U Tabulí.

## Położenie
Przełęcz leży w grzbiecie, odchodzącym w kierunku południowym od szczytu Trojačka, znajdującego się już w głównym grzbiecie Karpat, stanowiącym tu Wielki Europejski Dział Wodny. Znajduje się ok. 1,6 km na południe od wspomnianej Trojački. Siodło przełęczy położone jest między szczytami Beskydek (953 m n.p.m.) na północy i Dupačka (928 m n.p.m.) na południu.
W kierunku wschodnim spod przełęczy spływa jeden ze źródłowych cieków potoku Trojačka, będącego pierwszym większym lewobrzeżnym dopływem Kisucy, natomiast w kierunku zachodnim – drobny ciek wodny, będący pierwszym lewobrzeżnym dopływem Górnej (Wsetyńskiej) Beczwy.
Grzbietem przez siodło przełęczy biegnie granica czesko-słowacka. Po rozpadzie Czechosłowacji (1992), a przed przystąpieniem obu państw do Układu z Schengen (2007) na przełęczy znajdowało się drogowe przejście graniczne (Hraniční přechod Bílá - Bumbálka / Makov).
Treny po słowackiej stronie przełęczy leżą w granicach Obszaru Chronionego Krajobrazu Kysuce, zaś tereny po stronie czeskiej w granicach Obszaru Chronionego Krajobrazu Beskydy.

## Znaczenie komunikacyjne
Przełęcz stanowi przejście ze słowackiego Makova w dolinie Kisucy (na wschodzie) do czeskich Velkých Karlovic w dolinie Górnej Beczwy (na zachodzie).
Ze strony słowackiej, z Makova, podchodzi pod samo siodło przełęczy droga nr 10, która jednak przełęczy nie przekracza, tylko trawersując od wschodu grzbiet ze szczytami Beskydek i Trojačka wspina się na przełęcz Bumbálka w głównym grzbiecie karpackim i tam przekracza granicę słowacko-czeską. Pod siodłem Przełęczy Makowskiej odgałęzia się od niej droga, która przekracza tu granicę i jako droga nr 487 schodzi na czeską stronę, do Velkých Karlovic. Zarówno ze strony słowackiej jak i z czeskiej dociera tu publiczna komunikacja autobusowa (kursy bardzo rzadkie).

## Zagospodarowanie przełęczy
Na rozwidleniu wspomnianych dróg znajduje się parking i bufet „Koliba”. Na samej granicy, po stronie słowackiej, monumentalny pomnik przedstawiający partyzanta (autor: Josef Malejovský). Upamiętnia on krwawy bój, jaki 25 września 1944 r. stoczyli w tym rejonie z Niemcami członkowie 1 Czechosłowackiej Brygady Partyzanckiej im. J. Žižki, przechodzącej ze Słowacji na Morawy.

## Turystyka
Przełęcz jest ważnym i ruchliwym punktem turystycznym. Rozpoczynają się tu znakowane szlaki turystyczne:
- żółty, biegnący na północ przez Trojačkę na Třeštík;
- czerwony, biegnący na południe na sedlo pod Lemešnou.

Przebiega tędy również przyrodnicza ścieżka dydaktyczna „Javorníky” oraz kilka tras rowerowych.